# Autobahn

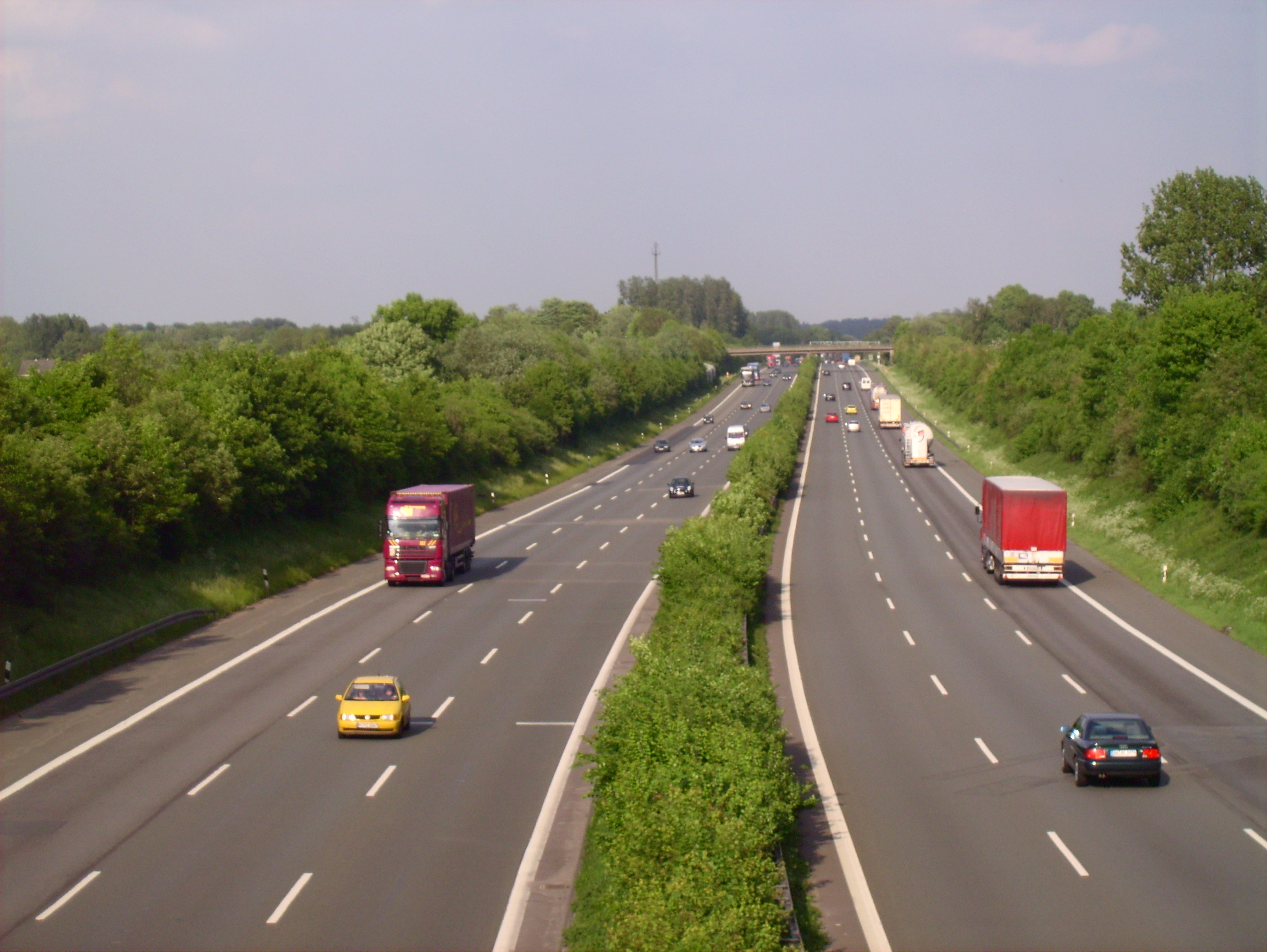
Autobahn mit zwei Richtungsfahrbahnen mit jeweils drei Fahrstreifen und einem Seitenstreifen (Bundesautobahn 2, 2006)

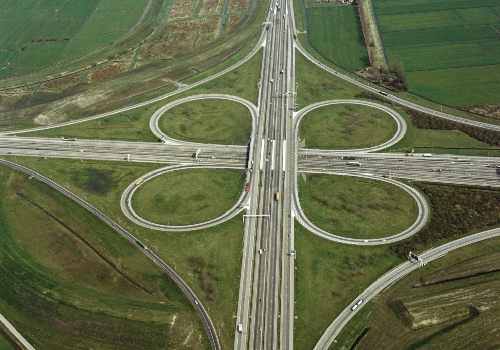
Typisches Kleeblatt-Autobahnkreuz, 1983

Autobahnen sind große, kreuzungsfreie Kraftfahrstraßen für den Personen- und Güterfernverkehr mit Kraftfahrzeugen. Sie haben typischerweise zwei baulich getrennte Richtungsfahrbahnen mit jeweils zwei oder mehr Fahrstreifen und meistens zusätzlich einem Seitenstreifen. Die zulässige Höchstgeschwindigkeit ist auf Autobahnen meistens höher als auf anderen Straßen. In wenigen Ländern, darunter Deutschland, gibt es auf Autobahnen keine generelle Geschwindigkeitsbegrenzung für leichte Fahrzeuge.

## Merkmale
Anstatt Kreuzungen haben Autobahnen höhenfreie Knotenpunkte. Der Übergang von einer Autobahn auf eine andere erfolgt über Autobahnkreuze und Autobahndreiecke (in Österreich „Knoten“, in der Schweiz „Verzweigungen“) mit Brücken und Unterführungen. Übergänge in untergeordnete Straßen werden Anschlussstellen genannt.
Die Fahrbahnen sind meist mit Beton- oder Asphaltbelag befestigt und voneinander durch einen Mittelstreifen mit passiven Schutzeinrichtungen wie Stahlschutzplanken oder Betonschutzwänden getrennt. Eine Nutzung durch Fußgänger, Fahrradfahrer und Fahrzeuge, die bauartbedingt eine bestimmte Mindestgeschwindigkeit nicht erreichen können (45 bis 80 km/h, länderabhängig), ist in den meisten Ländern ausgeschlossen, weil sie den Verkehrsfluss behindern und die Unfallgefahr erhöhen würden.
Die meisten Autobahnen haben eigene Tankstellen, Raststätten, Nothaltebuchten und Parkplätze mit Service-Einrichtungen und manchmal mit Attraktionen und Spielgeräten für Kinder. Es gibt Autobahnen mit mehr als zwei Richtungsfahrbahnen (in Deutschland z. B. die Bundesautobahn 9 am Kindinger Berg mit drei Richtungsfahrbahnen).
In vielen Ländern wird für die Benutzung von Autobahnen eine Gebühr (Maut) erhoben.

## Verkehrsregeln

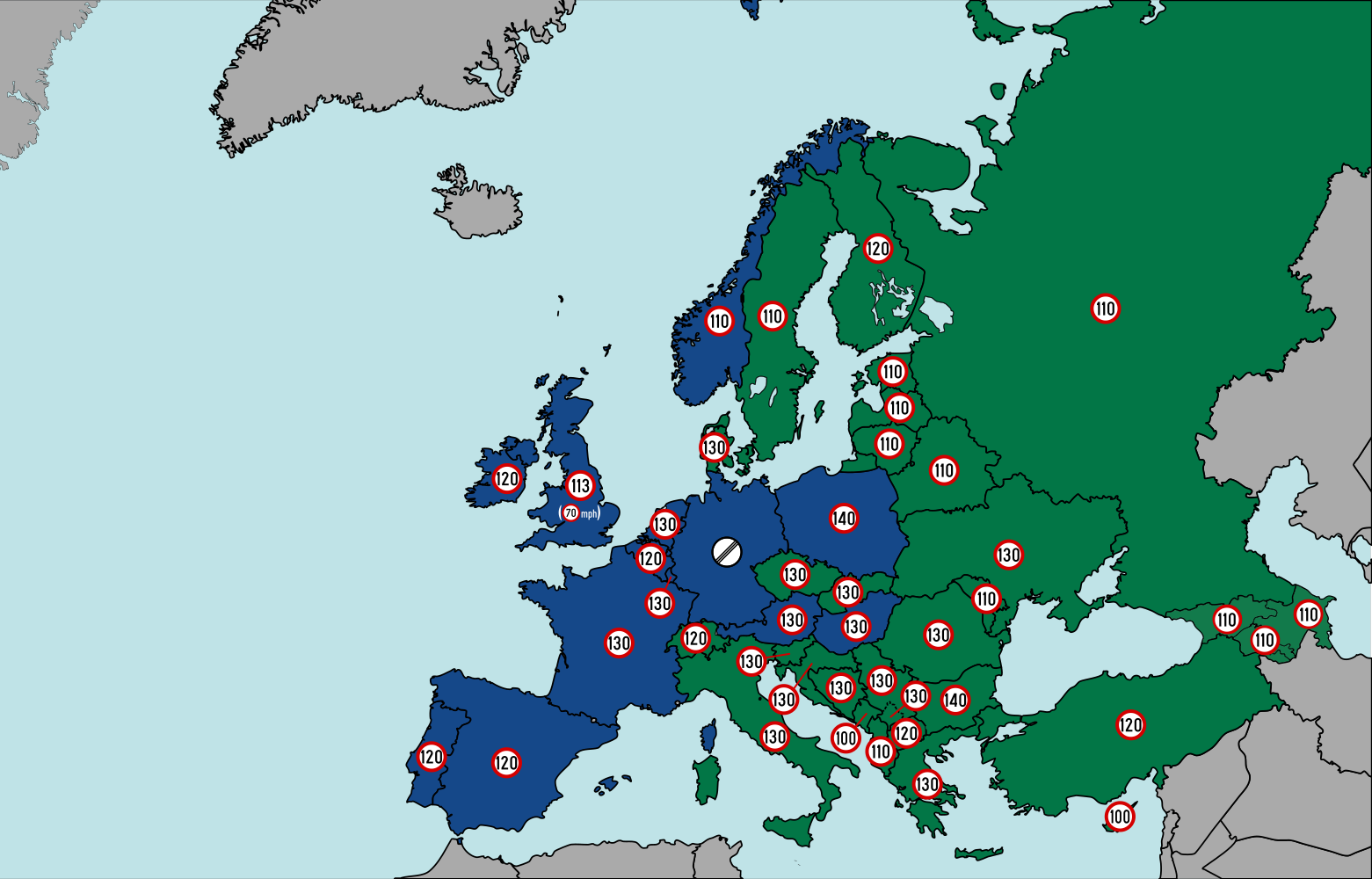
Farben der Autobahnbeschilderung und zugelassene Maximalgeschwindigkeit in Europa

Fast alle Länder haben eine Geschwindigkeitsbegrenzung zwischen 100 und 130 km/h für Autobahnen eingeführt. In Europa ist Deutschland das einzige Land, in dem die Geschwindigkeit auf Autobahnen nicht generell begrenzt ist; hier gibt es eine Autobahn-Richtgeschwindigkeits-Verordnung, die nur empfehlenden Charakter hat. Allgemein ist die Geschwindigkeit den Straßen-, Verkehrs-, Sicht- und Wetterverhältnissen (beispielsweise Schnee oder Nebel) und den Eigenschaften von Fahrzeug und Ladung anzupassen.
Das Halten, Wenden, Rückwärtsfahren sowie das Auf- und Abfahren an nicht gekennzeichneten Stellen ist auf Autobahnen normalerweise nicht erlaubt. Vom Haltverbot ausgenommen sind die Tankstellen, Raststätten und Parkplätze. Auf den Seitenstreifen (auch Standstreifen oder Pannenstreifen genannt) und in den Nothaltebuchten ist das Halten in besonderen Fällen erlaubt, etwa bei einem technischen Defekt („Panne“), um Hilfe zu rufen, sich in Schutz zu bringen und den nachfolgenden Verkehr nicht zu behindern, oder auf Anweisung eines ausführenden Staatsorgans.

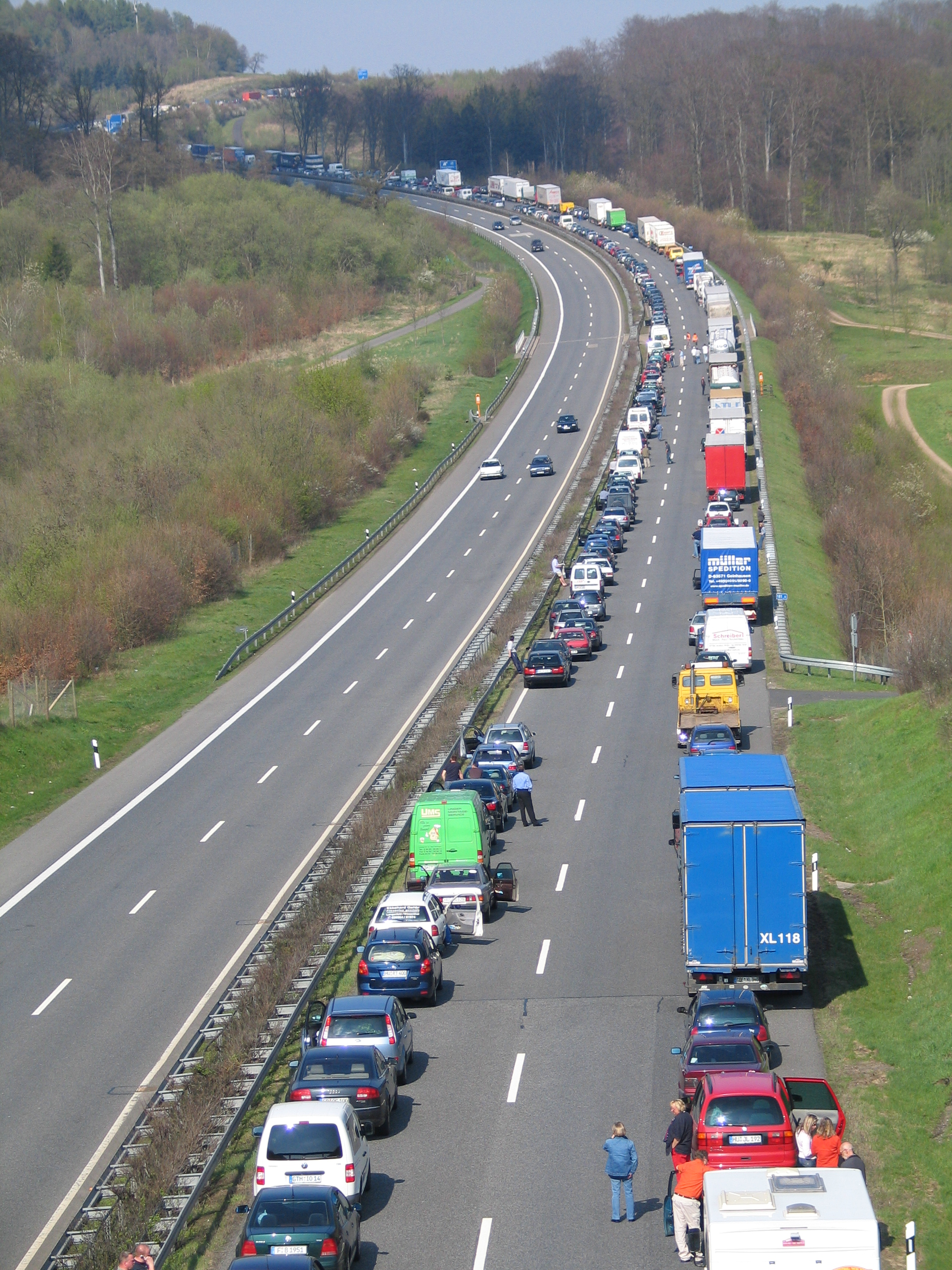
Rettungsgasse zwischen zwei Fahrstreifen auf der BAB 66 unter Verwendung des Standstreifens

Bei Verkehrssituationen, die zu einem Rückstau führen, ist in Deutschland, Österreich und anderen Ländern eine Rettungsgasse zu bilden. Dabei haben die Verkehrsteilnehmer des linken Fahrstreifens ihre Fahrzeuge ganz an den linken Fahrbahnrand zu lenken. Verkehrsteilnehmer im rechten und in mittleren Fahrstreifen haben ihre Fahrzeuge ganz an den rechten Rand ihres Fahrstreifens zu lenken. So entsteht rechts vom linken Fahrstreifen eine Rettungsgasse für Einsatzfahrzeuge.

## Autobahnnetz
Die Vielzahl von einzelnen Autobahnen bildet zusammen ein Straßennetz, das sich über Ländergrenzen hinweg erstrecken kann. Ein besonders dichtes Netz bilden die Autobahnen in Europa, Nordamerika und einigen asiatischen Ländern. Auf den Kontinenten Afrika, Australien und Südamerika sind nur im Einzugsbereich von Großstädten Autobahnabschnitte zu finden, ohne flächenmäßige Erschließung. Gründe dafür sind der Mangel an finanziellen Mitteln, eine geringere Besiedlungsdichte oder ein geringes motorisiertes Verkehrsaufkommen in ländlichen Gegenden.
Abhängig vom Verlauf der Trasse spricht man in manchen Fällen von Ringautobahnen oder Stadtautobahnen.

### Europa

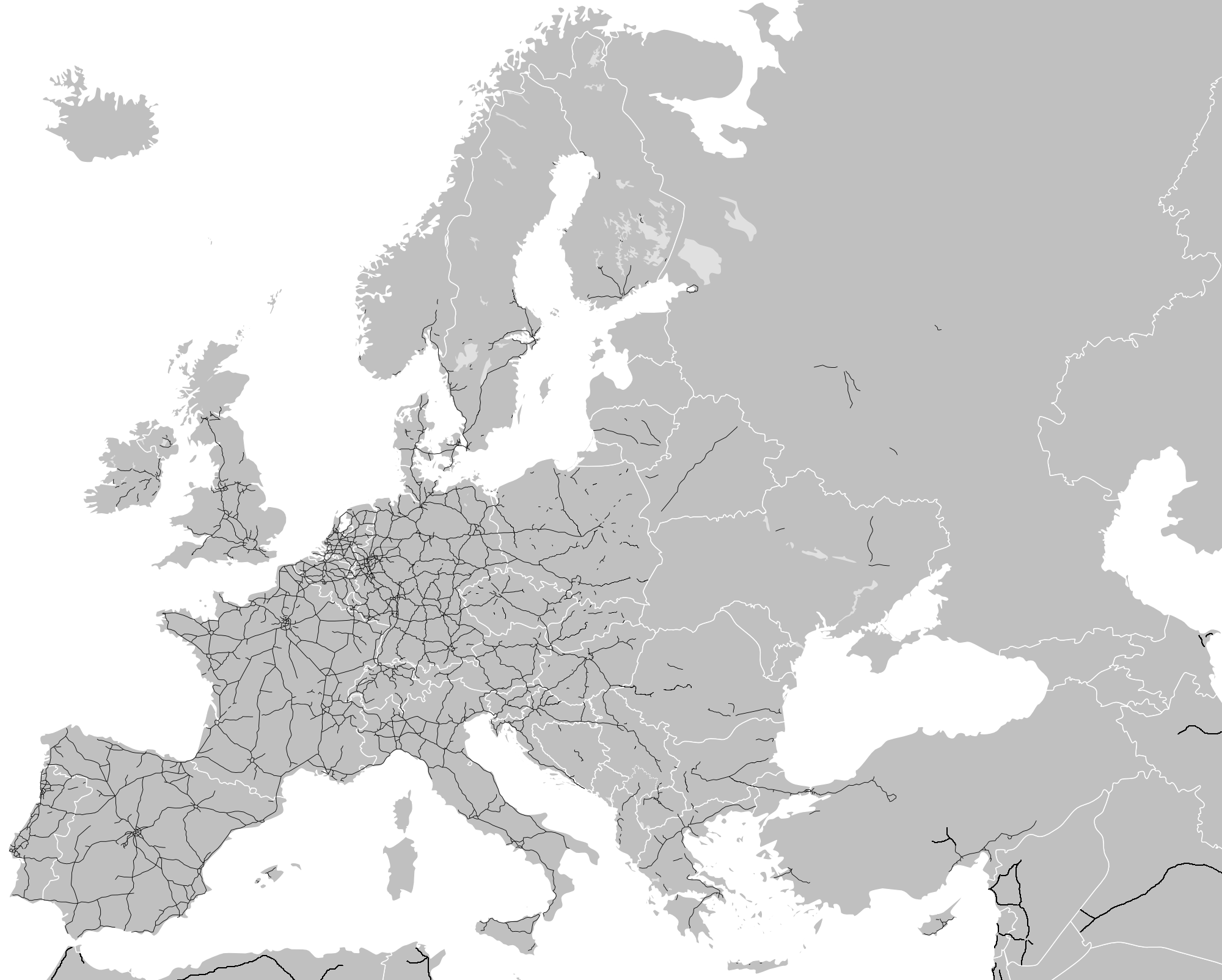
Autobahnnetz in Europa 2012

In den meisten europäischen Ländern werden Autobahnen als eine eigene Straßenart geführt, in einigen Ländern (zum Beispiel Schweden) werden sie zu den anderen Fernstraßen (z. B. Europastraßen) gezählt. Es gibt Autobahnen in allen europäischen Staaten außer in Island, Lettland, Malta, Moldawien und den Zwergstaaten.
In Europa werden regelmäßig neue Autobahnen gebaut und bestehende Autobahnabschnitte erweitert. In den Jahren 1994 bis 2004 wuchs das Autobahnnetz in den frühen Mitgliedstaaten der EU um 12.000 km, in den neuen Mitgliedstaaten um 1000 km. Die höchste Autobahndichte in Europa haben die Niederlande mit 77 km Autobahn pro 1000 km².

### Nordamerika

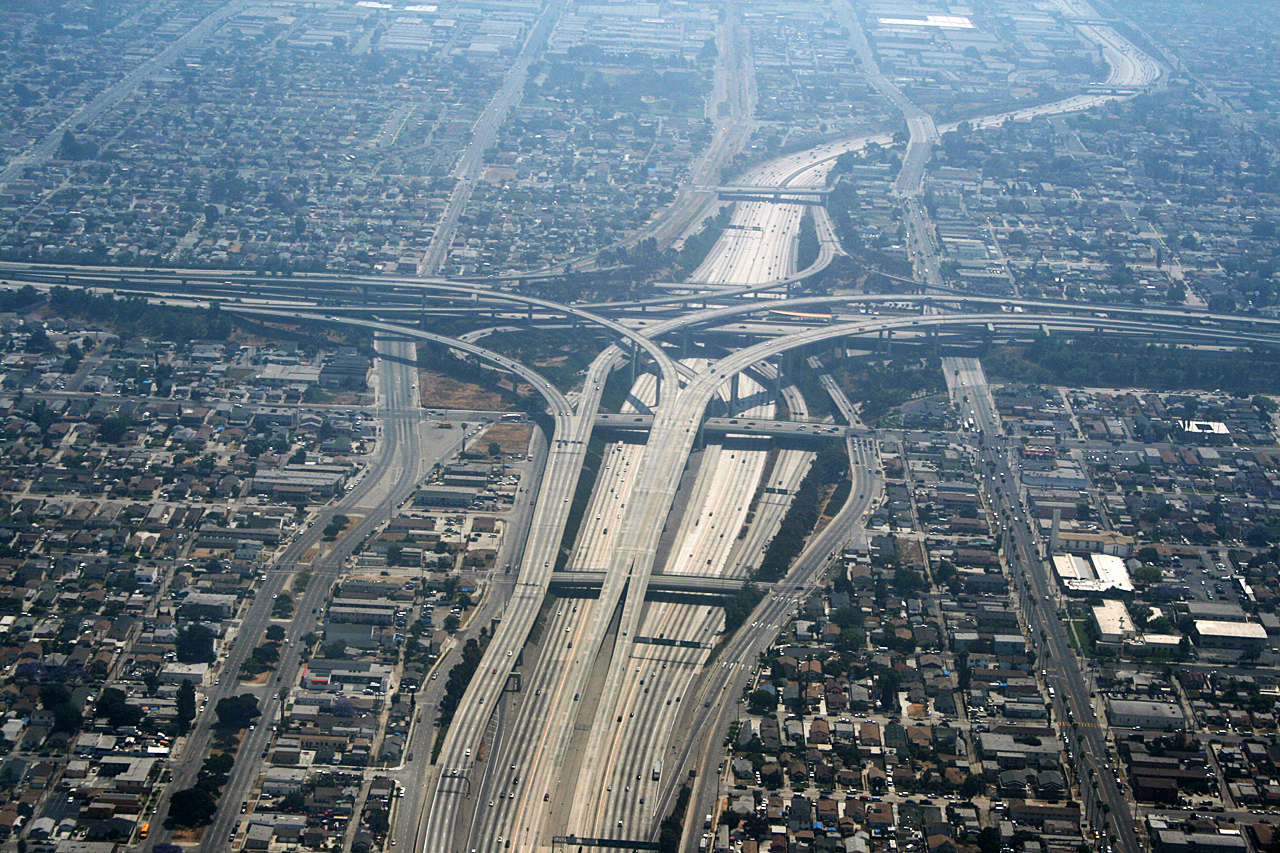
Die Judge Harry Pregerson Interchange bei Los Angeles in Kalifornien

Die Vereinigten Staaten sind von einem für die Größe des Landes sehr dichten Autobahnnetz (sogenannte Interstate Highways) überzogen, die zum Teil deutlich großzügiger angelegt sind als in Europa. Während Überlandautobahnen weniger ausgelastet sind, weisen Autobahnen in Ballungsräumen ein starkes Verkehrsaufkommen auf. Der Straßenquerschnitt wird aus diesem Grund sehr breit (bis zu neun Fahrstreifen je Richtungsfahrbahn) und mit großzügigen Anschlussstellen und Knotenpunkten angelegt.

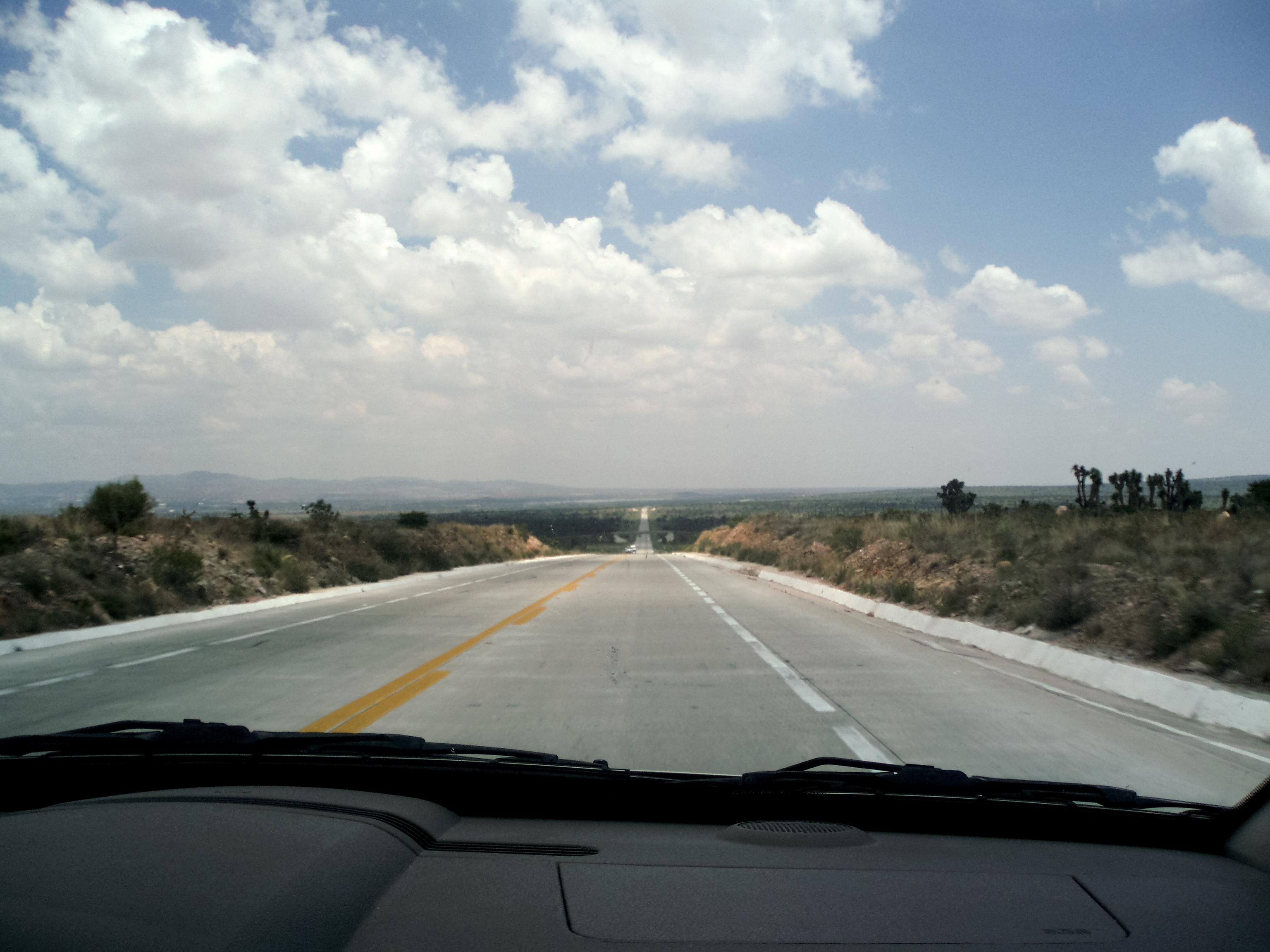
MEX-45 zwischen Aguascalientes und Zacatecas

Das Interstate-Highway-Netz ist weitgehend systematisch angelegt. In Nord-Süd-Richtung verlaufen die Highways mit der Nummerierung 5 (also von der Westküste nach Osten 5, 15, 25 usw. bis 95 an der Ostküste), in Ost-West-Richtung mit der Nummerierung 0 (also vom Süden nach Norden 10, 20, 30 usw. bis 90 im Norden an der kanadischen Grenze).
Der Osten Kanadas, darunter vor allem Ontario und Québec, verfügt über ein ähnlich gut ausgebautes Autobahnnetz wie die USA. Bis auf den bundesstaatlich verwalteten Trans-Canada Highway obliegt der Straßenbau den einzelnen Provinzen. Der Trans-Canada-Highway ist außerhalb von Ballungsräumen und dichter besiedelten Gebieten noch nicht durchgängig mehrstreifig ausgebaut.
In Mexiko sind die wichtigsten Städte des Landes mit Autobahnen verbunden, wobei ein großer Teil der Autobahnen mautpflichtig ist. Die kostenpflichtigen Straßen sind in einem ähnlichen Zustand wie in anderen nordamerikanischen Ländern. In Ballungszentren sind die carreteras durchgehend mehrstreifig, in weniger dicht besiedelten Regionen manchmal zweistreifig mit Gegenverkehr.

### Asien
Viele aufstrebende Staaten Ost- und Südostasiens bauen ihre Autobahnnetze zügig aus. Ähnlich dem Europastraßennetz werden im Zuge des Asiatischen Fernstraßen-Projekts einzelstaatliche Autobahnen und autobahnähnliche Straßen zu einem Gesamtnetz verbunden.

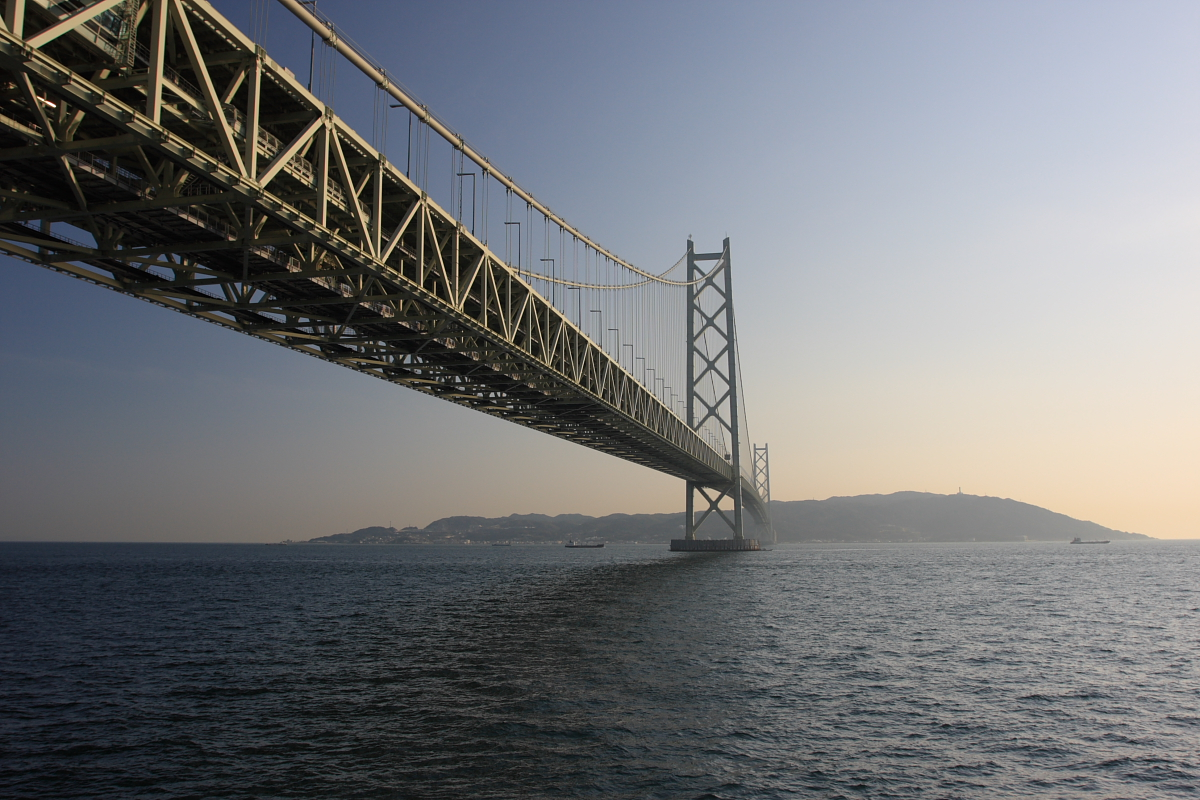
Kōbe-Awaji-Naruto-Schnellstraße in Japan mit der Akashi-Kaikyō-Brücke

Japan (japanisch: 高速道路 kōsokudōro) und Südkorea (koreanisch: 고속도로 gosokdoro) verfügen über Autobahnnetze mit hohem Ausbaustandard. Die Maximalgeschwindigkeit beträgt in Japan offiziell 100 km/h. Mautabgaben (ETC – electronic toll control) sind auch für kurze Strecken und Privatbenutzung üblich.
China (chinesisch 高速公路, Pinyin gāosùgōnglù) hat durch ein groß angelegtes Ausbauprogramm das deutsche Autobahnnetz im Hinblick auf die Länge überholt.
In Thailand beschloss die Regierung aufgrund steigender Zulassungen von Kraftfahrzeugen und einem Bedarf an Hochgeschwindigkeitsstraßen mit begrenztem Zugang im Jahr 1997 einen Masterplan für den Bau von Autobahnen. Darin wurden einige Abschnitte von Schnellstraßen als Autobahn (Motorway) bezeichnet. Derzeit verfügt das Land über zwei Autobahnen und mehrere Hochstraßen (Expressways). Den ersten Expressway (dort die Stadtautobahn) gibt es in Bangkok seit 1981. Die meisten Autobahnen sind mautpflichtig. Die Höchstgeschwindigkeit liegt bei 120 km/h.
Malaysia verfügt über etwa 1200 Kilometer Autobahn. So verbindet der North-South Expressway den Nordzipfel von Malaysia an der Grenze zu Thailand mit Johor Bahru an der Grenze zu Singapur im Süden. Die Autobahnen sind größtenteils mautpflichtig, die Gebühr wird an Ort und Stelle in Mautstationen kassiert.
Vietnam verfügt über 1276 Kilometer Autobahn. Der Bau von Autobahnen (Expressways) wurde in den 2000er Jahren im Zusammenhang mit der Verschlechterung des transnationalen Autobahnsystems geplant. Die erste Autobahn Vietnams ist die Hồ Chí Minh-Trung Lương-Autobahn, die 2010 eröffnet wurde.

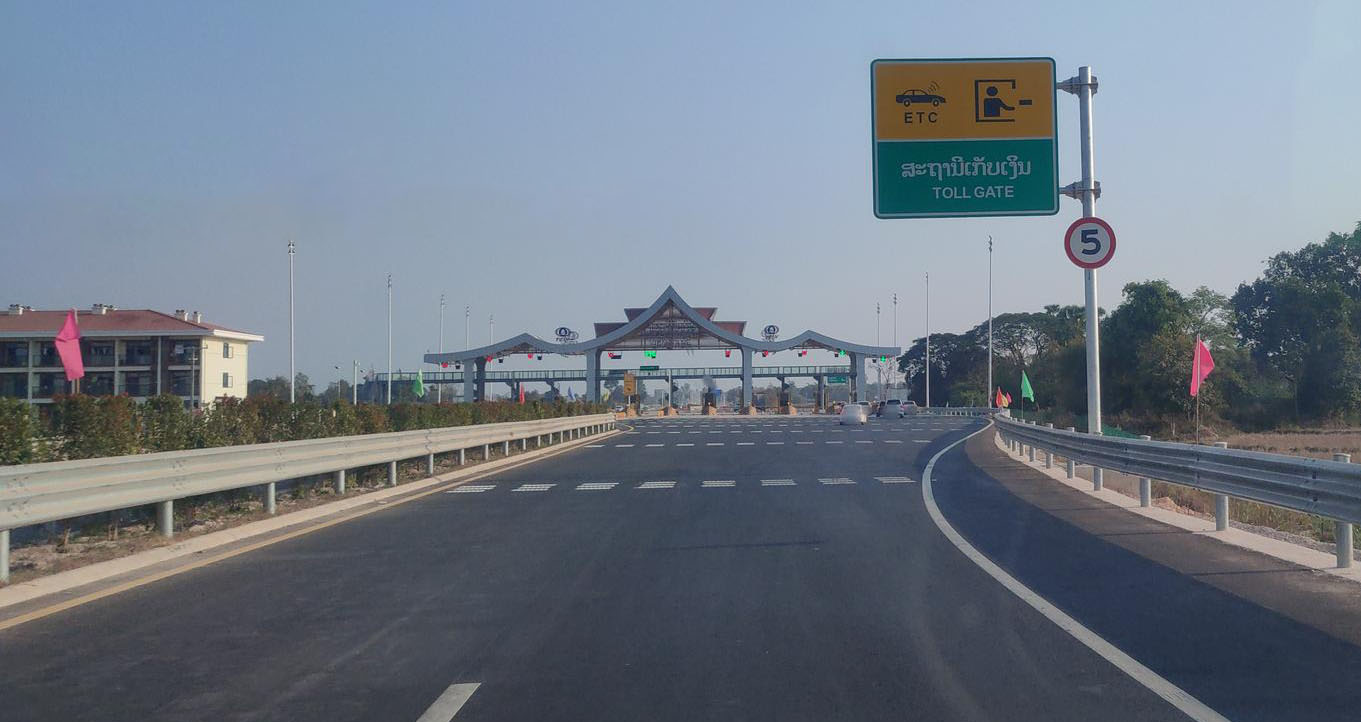
Mautstelle in Laos

In Laos wird seit 2018 an der ersten Autobahn gebaut, dem Vientiane–Boten Expressway. Die Mautautobahn gehört zu 95 Prozent der chinesischen Yunnan Construction Engineering Group, die auch der Bauträger ist. Dem laotischen Staat gehören nur fünf Prozent. Der Bauträger besitzt eine 50-jährige Konzession auf die Mauteinnahmen. Die Höchstgeschwindigkeit liegt bei 120 km/h.
In Osttimor wurden 2018 die ersten 30 Kilometer der Autobahn Suai–Beaco eröffnet.

## Geschichte

### Vereinigte Staaten
Der Long Island Motor Parkway (LIMP), auch bekannt als Vanderbilt Parkway, war eine ab 1908 errichtete private Straßenverbindung im Staate New York, die als Mautstraße dem Automobilverkehr vorbehalten war und auch als Rennstrecke diente. Ihre kreuzungsfreie Bauweise und die Verwendung geteilter Richtungsfahrbahnen machen sie zu einem Vorläufer der Autobahnen. Sie wurde 1938 vom Staat New York übernommen und stillgelegt.
Der erste größere Interstate-Highway war The National Road ab Maryland in Richtung Westen, durch Gesetz vom März 1806 ins Leben gerufen. Die Bauarbeiten begannen im Juli 1811 in Cumberland (Maryland) und erreichten 1839 Vandalia (Illinois).
Das Highway-System begann im November 1921 mit dem Bundesgesetz The Federal Aid Highway Act, das im Juni 1956 erneuert wurde und danach zu einem intensiven Ausbau des Systems führte. Das National Highway System (NHS) umfasst heute rund 257.000 km, das sind 1,1 % aller US-Straßen. Zum NHS gehören auch die Freeways und Expressways, die beide meist in Ballungsgebieten (Metropolitan Areas) zu finden sind.

### Deutschland

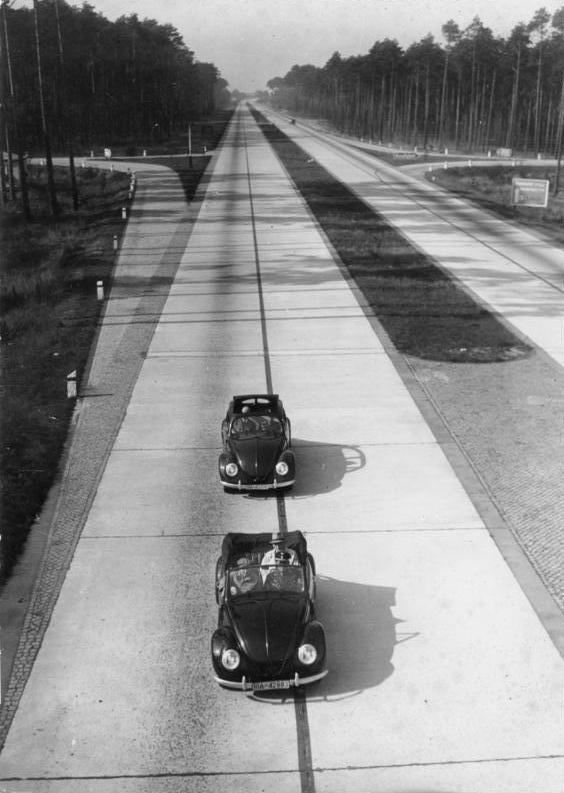
Deutsche Reichsautobahn, 1943 – Werbeaufnahme mit KdF-Wagen. Abtropfendes Motoröl zeigt dunkel auf dem hellen Beton die meistgenutzt Fahrlinie an.

Autobahnnetz in Deutschland

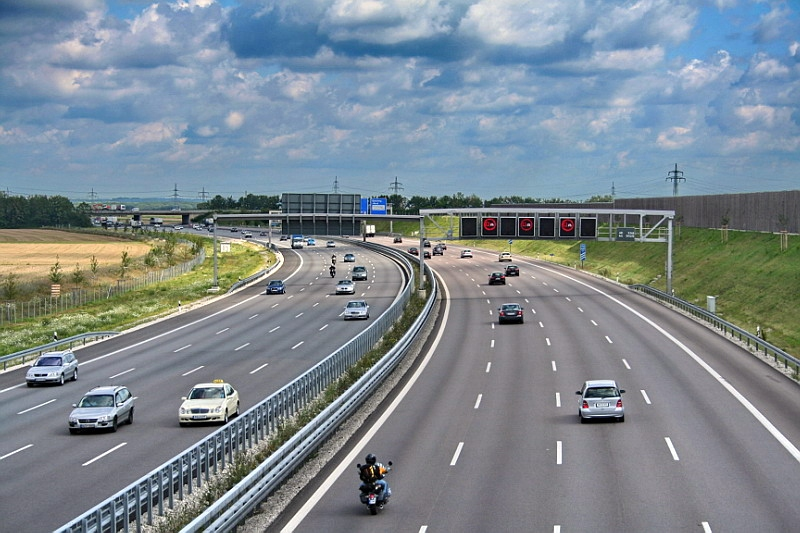
Autobahnabschnitt Bundesautobahn 9 bei Garching mit acht Fahrstreifen

Die erste autobahnähnliche Strecke der Welt war die AVUS in Berlin. Sie wurde privat finanziert und 1921 eröffnet. Ihre Benutzung war gebührenpflichtig. Die AVUS diente daher zunächst dem Vergnügen eines zahlungskräftigen Publikums mit Abonnement und erlaubte für die Zeit hohe Geschwindigkeiten von über 100 km/h. Außerdem war sie Renn- und Teststrecke. Für den öffentlichen Verkehr ohne Abonnement oder Tageskarte war sie nicht freigegeben.
Als erste öffentliche Autobahn Deutschlands – damals noch offiziell als „kreuzungsfreie Kraftfahr-Straße“ L 185 oder „Kraftwagenstraße“ bezeichnet – wird oft die heutige A 555 zwischen Köln und Bonn gewertet, die nach dreijähriger Bauzeit am 6. August 1932 durch den damaligen Kölner Oberbürgermeister Konrad Adenauer eröffnet wurde. Die Strecke von 20 km war bereits höhenfrei und je Fahrtrichtung zweistreifig, jedoch ohne Trennung der Streifen einer Richtung durch eine Markierung. Auf Fotos wirken sie daher dem heutigen Betrachter eher wie ein je sehr breiter Fahrstreifen. Baulich getrennte Richtungsfahrbahnen, ein weiteres typisches Charakteristikum von Autobahnen, besaß sie noch nicht. Daher bekam der Abschnitt erst 1958 nach weiterem Ausbau den offiziellen Status einer Autobahn. Ob die Strecke als „erste Autobahn“ gilt, ist daher umstritten. Einige Autoren argumentieren, die Fahrbahnen in je einer Richtung können als zweistreifig gewertet werden, was eine Straße zur „Autobahn“ qualifiziere. Das spätere Bundesfernstraßengesetz sah aber „auch die Einfügung in ein zusammenhängendes Verkehrsnetz und die Bestimmung für den weiträumigen Verkehr vor“, was bei einer Länge von 20 km nach heutigen Maßstäben nicht gegeben ist. Deswegen und mangels baulicher Trennung der Richtungsfahrbahnen wird sie meist nicht mehr als erste Autobahn, sondern als weitere Vorstufe gewertet.
Der Bau der Nur-Autostraße Köln–Düsseldorf (heute Teil der A 3) wurde 1929 durch den Provinzialverband der preußischen Rheinprovinz rechtlich fixiert. Ein 2,5 km langer Abschnitt bei Opladen wurde 1931 begonnen und 1933 fertiggestellt.
Der weltweit erste Plan zum Bau eines großen Autobahnnetzes war der HaFraBa-Plan („Hansestädte–Frankfurt–Basel“), dessen erste Version in etwa dem Verlauf der heutigen Autobahn A 5 und dem nördlichen Teil der A 7 entsprach. Diese Pläne wurden ab Ende 1926 erstellt und 1927 in einer Ausstellung im Gewerbemuseum Basel der Öffentlichkeit präsentiert. Bis 1933 wuchsen die Pläne zu einem Netz. Tatsächlich gebaut wurde nach den HaFraBa-Plänen erst ab 1933 die Strecke Frankfurt–Darmstadt–Mannheim–Heidelberg.
Mit der HaFraBa verbunden ist die Entstehung des Wortes „Autobahn“, das 1932 von Robert Otzen in der gleichnamigen Fachzeitschrift geprägt wurde. Dennoch verwendete Adolf Hitler in der Rede zur Eröffnung der Internationalen Automobil- und Motorrad-Ausstellung am Kaiserdamm in Berlin am 11. Februar 1933 nicht das Wort „Autobahn“, sondern kündigte eine „Inangriffnahme und Durchführung eines großzügigen Straßenbauplanes“ an. Die Rede war das erste öffentliche Bekenntnis Hitlers zum Autobahnbau. Am 1. Mai zur Kundgebung auf dem Berliner Tempelhofer Feld wiederholte er die Ankündigung variierend als „Riesenprogramm, das wir nicht der Nachwelt überlassen wollen, sondern das wir verwirklichen müssen, ein Programm, das Milliarden erfordert. Ein Programm unseres Straßenbaus, eine gigantische Aufgabe. Wir werden sie groß beginnen, und die Widerstände dagegen aus dem Weg räumen“. Der Neologismus Autobahn wurde erst ab Sommer 1933 im Zuge der Propagandasendungen und Zeitungsartikel verbreitet, die die „erste Bauschlacht“, die Baustelle bei Frankfurt am Main, vorbereiteten, obwohl Hitler selbst dort wieder nur von „großen Verkehrsstraßen“ und dem „größten Straßennetz der Welt“ sprach. Erst zu ihrer Eröffnung 1935 wurde sie im Radio von Paul Lawen vor Millionenpublikum als „weiße blanke Reichsautobahnstraße“ bezeichnet und als „erste Reichsautobahn“ in Erinnerung behalten.
Die Bezeichnung „Nur-Autostraße“ habe man verworfen, schrieb die HaFraBa, um auszudrücken, dass man eine „Autobahn“ in Analogie zur Eisenbahn errichten wollte. Der Mythos, der Begriff „Autobahn“ und die grundsätzliche Idee hierfür gehe direkt auf Hitler zurück, ist eine Geschichtsfälschung. Unterlagen aus dem Bundesarchiv belegen, wie der damalige Generalinspektor für das Deutsche Straßenwesen Fritz Todt 1934 die geistige Urheberschaft in das Jahr 1923 zurückdatiert und behauptete: „Die Reichsautobahnen, wie wir sie jetzt bauen, haben nicht als von der ‚HAFRABA‘ vorbereitet zu gelten, sondern einzig und allein als ‚Die Straßen Adolf Hitlers‘“.

### Italien
Als erste Autobahn Italiens und gleichzeitig erste für alle zugängliche Autostraße Europas gilt die Autostrada dei Laghi. Das erste Teilstück zwischen Mailand und Varese wurde 1924 privat von Piero Puricelli errichtet und war gebührenpflichtig. Die Autostraße besaß je Fahrtrichtung einen Fahrstreifen und war noch nicht höhenfrei ausgebildet. Spezielle Ein- und Ausfahrten waren angelegt. Im Jahre 1933 gab es in Italien bereits ein Autobahnnetz, das 457,5 km lang war.

### Niederlande
Die älteste niederländische Autobahn ist die A12 zwischen Den Haag und Utrecht, deren erster Abschnitt 1937 in Betrieb genommen wurde. Heute haben die Niederlande ein Autobahnnetz von 2360 km und mit 57,5 km pro 1000 km² Fläche die größte Autobahndichte in der Europäischen Union.

### Österreich
Österreich begann 1926 mit Planungen einer Autostraße von Wien zum Semmering. Der Autobahnbau begann mit dem Anschluss an das Deutsche Reich 1938. Noch im selben Jahr wurden erste Teilstücke der West Autobahn (A 1) bei Salzburg fertiggestellt. Im Zweiten Weltkrieg kam der Ausbau des Autobahnnetzes bei einer Gesamtlänge von 16,8 km allerdings zum Erliegen und wurde erst nach dem Wiedererlangen der Souveränität Österreichs mit dem Österreichischen Staatsvertrag von 1955 wieder aufgenommen. Für die Benutzung, die ursprünglich kostenlos war, wird seit 1997 Maut eingehoben.

### Frankreich
Die erste Autobahn Frankreichs, die Autoroute de Normandie, sollte 1940 fertiggestellt werden. Durch den Zweiten Weltkrieg verzögerte sich der Bau und die Strecke, und sie wurde erst 1946 eröffnet. Die offizielle Bezeichnung „Autoroute“ (Autostraße) wurde 1955 eingeführt. Inzwischen hat Frankreich mit derzeit etwa 11.650 Kilometern das fünftlängste Autobahnnetz weltweit und das drittlängste in Europa.

### Vereinigtes Königreich
Der Bau von Autobahnen im Vereinigten Königreich begann 1949 mit dem Special Roads Act. Darin definierte das britische Parlament „spezielle Straßen“ (später offiziell als „Motorway“ bezeichnet), für die nur bestimmte Fahrzeugtypen zugelassen waren. Die erste dieser „speziellen Straßen“, die heutige M6 bei Preston, wurde am 5. Dezember 1958 eröffnet. Ein Jahr später, am 2. November 1959, gab man die heutige M1 bei London für den Verkehr frei. Da die M6 damals recht kurz war und lange nicht erweitert wurde, wird häufig die M1 als erste Autobahn Großbritanniens bezeichnet.

### Schweden
Die schwedischen Autobahnen, in Schweden Motorvägar genannt, entstanden erst nach dem Zweiten Weltkrieg. Der erste Motorväg mit Autobahnstandard wurde nach deutschem Vorbild mit einer Fahrbahn aus Beton zwischen Malmö und Lund angelegt und 1953 von Prinz Bertil von Schweden eingeweiht. Das Teilstück war 17 km lang. 2012 umfasste das schwedische Autobahnnetz ungefähr 1920 km.

### Schweiz
Die erste Autobahn der Schweiz war die Ausfallstraße Luzern-Süd, die den Verkehr von Luzern an Horw vorbeileitete. Sie wurde am 11. Juni 1955 eröffnet und ist heute Teil der A2. Am 8. März 1960 trat das Bundesgesetz über die Nationalstrassen in Kraft, das die Kompetenzen zur Planung und zum Bau von Strassen mit nationaler Bedeutung dem Bund übertrug und im Artikel 2 die Autobahn als Nationalstrasse erster Klasse beschreibt. Am 21. Juni 1960 folgte der Bundesbeschluss über das Nationalstrassennetz, in dem das anzustrebende Autobahnnetz festgelegt wurde. Die erste vom Bund finanzierte Strasse war die am 10. Mai 1962 eröffnete acht Kilometer lange Grauholzautobahn, die der Umfahrung von Zollikofen dient. 1963 wurde das erste längere Teilstück einer Autobahn eröffnet, die A1 zwischen Genf und Lausanne. 1985 wurde das letzte Teilstück der A2 im Tessin zwischen Biasca und Bellinzona fertiggestellt.

### Finnland
Die erste Autobahn in Finnland wurde 1962 von Helsinki nach Espoo eröffnet. Anfang 2019 waren 926 Kilometer autobahnartig ausgebaut. Im Wesentlichen sind dies Teile der vier von Helsinki wegführenden Staatsstraßen 1, 4, 5 und 7.
Die Autobahnen bilden keine eigene Systematik, sondern sind integriert in das System der Staatsstraßen mit einer Gesamtlänge von 8.570 km. Einige wenige autobahnartig ausgebaute Abschnitte gehören nicht zu den Staatsstraßen. Die kurze Staatsstraße 29 ist die nördlichste Autobahn der Welt.

### Ungarn
Die erste Planung für Autobahnen (autópálya) in Ungarn stammt aus dem Jahr 1942. Im Jahr 1964 wurde die erste Autobahn M7 von Budapest zum Plattensee fertiggestellt. Später begann der Bau nach Tatabánya, nach Győr und in Richtung Wien. Ungarn hat ein radiales Autobahnnetz mit dem Zentrum Budapest: M1; M2; M3; M4; M5; M6; M7 und einen äußeren Ring: M0. Das Netz umfasst 1232,6 km.

### Norwegen
In den 1960er Jahren begann Norwegen mit der Planung eines Autobahnnetzes, doch der Bau wurde nach nur 45 Streckenkilometern aufgrund der hohen Baukosten gestoppt. Stattdessen beschränkte man sich auf den Bau von Schnellstraßen. Erst zur Jahrtausendwende kam der Autobahnbau wieder in Schwung – vor allem durch die Erweiterung von vorhandenen Schnellstraßen. 2004 umfasste das norwegische Autobahnnetz im Vergleich immer noch geringe 193 km. Viele Autobahnen wurden später gebaut. Ende 2022 waren es rund 620 Kilometer, und es gibt eine Entscheidung über weitere 600 Kilometer bis 2035, zum Beispiel eine zusammenhängende Strecke Haugesund–Stavanger–Kristansand–Oslo.
Eine Besonderheit ist, dass der Ausbau meist über eine Maut (auf rund 1 NOK/km) auf dem entsprechenden Abschnitt finanziert wird, nicht jedoch die Instandhaltung („öffentlich-private Partnerschaft“). Sobald die Investitionskosten abbezahlt sind, entfallen die Mautgebühren.

### Slowenien
Die erste Autobahn in Slowenien war die „Avtocesta Vrhnika – Postojna“. Sie wurde am 29. Dezember 1972 eröffnet und ist heute Teil der A1.

### Dänemark
Die dänischen Autobahnen wurden in den 1960er Jahren geplant und ab 1972 gebaut.

### Bulgarien
Der erste Spatenstich zum Bau des Autobahnringes in Bulgarien erfolgte am 4. Oktober 1974. Es sollten drei Autobahnen mit einer Gesamtlänge von knapp 900 km gebaut werden, die Sofia, Warna und Burgas verbinden sollten. Bis zur Wende 1990 wurden etwa 270 km fertiggestellt, in den folgenden 20 Jahren lediglich weitere 116 km. Seit dem EU-Beitritt Bulgariens im Jahr 2007 wächst das Autobahnnetz um etwa 60 km jährlich, sodass Mitte 2014 über 50 % der geplanten Gesamtlänge von 1182 km in Betrieb war.

### Kroatien
Seit der Gründung der Republik Kroatien erfuhr der Ausbau des Autobahnnetzes in Kroatien zunehmende Bedeutung. Die derzeitige Gesamtlänge aller Autobahnen (kroatisch: Autoceste; singular Autocesta) beträgt 1270,2 km. Zusätzlich befinden sich 185,6 Autobahnkilometer im Bau. Das geplante Autobahnnetz soll 1670,5 km lang werden.

### Serbien
Nach dem Zweiten Weltkrieg wurde eine Autostraße durch Jugoslawien gebaut, die vier der sechs Teilrepubliken (darunter Serbien) passierte und den Namen „Straße der Brüderlichkeit und Einheit“ (Autoput Bratstvo i jedinstvo) erhielt. Mit dem steigenden Verkehrsaufkommen auf den Straßen der Teilrepubliken wurde die Autostraße zum Autoput mit zwei Richtungsfahrbahnen umgebaut. Seit der Unabhängigkeit Serbiens 2006 befinden sich viele Autobahnen und Schnellstraßen in Planung und Bau.

### Polen
Nach der Westverschiebung 1945 verfügte Polen lediglich über einige noch unter nationalsozialistischer Planung errichtete Autobahnfragmente in Pommern, Ostpreußen und Schlesien. Unter der kommunistischen Führung wurden anschließend vorwiegend in den Ballungszentren Polens Schnellstraßen, jedoch keine weiteren Autobahnstrecken errichtet. Erst in den 1980ern begann der Bau eines umfassenden Autobahnnetzes, das vor allem im Nordosten und Osten des Landes immer noch erhebliche Lücken aufweist. Am 1. Dezember 2012 hatte das polnische Autobahnnetz eine Gesamtstreckenlänge von 1342 km. 2024 waren es bereits 1891 km.

### Namibia
In Namibia wurde mit der A1 erstmals 2017 eine Autobahn eröffnet. Diese hat in ihrer aktuellen Ausbaustufe eine Länge von 53 Kilometer zwischen Windhoek und Okahandja. Generell werden alle vierstreifigen Überlandstraßen in Namibia als Autobahn (Freeway) deklariert. Weitere Autobahnen befinden sich im Bau.

## Beschilderung

Farben der Autobahnbeschilderung weltweit

Zur Orientierung erhalten Fernstraßen eine charakteristische Beschilderung, die durch Farbe und Symbolik die Bedeutung der Straße hervorhebt. Die Farben Blau und Grün sind laut dem Wiener Übereinkommen über Straßenverkehrszeichen von 1968 zugelassen. Zeichen für Beginn und Ende einer Autobahn sind besonders wichtig, weil sich hier die Rechte und Pflichten der Verkehrsteilnehmer ändern.
Um eine einheitliche Farbgebung anzustreben und weder grüner noch blauer Beschilderung den Vorzug zu geben, kam in den 1990er-Jahren die Idee auf, eine andere Farbe zu nutzen. Nach Versuchen auch mit violett (z. B. in einigen Regionen in Deutschland) einigte man sich auf Rot. Da die Änderung sämtlicher Beschilderungen jedoch sehr hohe Kosten verursacht hätte, sind nur wenige Länder (Frankreich, Schweiz, Polen) der neuen Farbgebung gefolgt, und auch hier wurde die Nummerierungsbeschilderung auf rote Farbe umgestellt, die Hinweis- und Verkehrsschilder wurden in der bisherigen Farbe belassen. Auf manchen Strecken in der Schweiz nach wie vor grüne Nummerierungsbeschilderungen zu sehen, die noch aus der Zeit stammen, als die Autobahnen mit der Nationalstrassennummer bezeichnet wurden.

### Blaue Beschilderung
- Abu Dhabi (VAE)
- Algerien
- Belgien 1
- Brasilien 2
- Chile
- Deutschland
- Frankreich 3
- Iran
- (Italien) 4
- Großbritannien und Nordirland
- Irland
- Israel
- Luxemburg
- Marokko
- Namibia
- Niederlande
- Norwegen
- Österreich
- Pakistan
- Polen
- Portugal
- Spanien
- Südafrika
- Thailand (Tollway Section)
- Tunesien
- Ungarn

### Grüne Beschilderung
- Albanien
- Argentinien
- Aserbaidschan
- Australien
- Belarus
- Bosnien und Herzegowina
- Brasilien 1
- Bulgarien
- China
- Dänemark
- Dubai (VAE)
- Finnland
- Griechenland
- Italien
- Iran 2
- Irak
- Japan
- Kanada
- Kosovo
- Kroatien
- Litauen
- Malaysia
- Mexiko
- Montenegro
- Neuseeland
- Nordmazedonien
- Peru
- Rumänien
- Russland
- Schweden
- Schweiz 3
- Serbien
- Slowakei
- Slowenien
- Südkorea
- Taiwan
- Thailand (Freeway Section)
- Tschechien
- Türkei
- Ukraine
- Vereinigte Staaten 4
- Vietnam (Expressway)
- Zypern

## Verkehrsstärke
Autobahnen sind baulich auf ein hohes Verkehrsaufkommen ausgelegt.
Der höchste Verkehrsfluss mit bis zu 2600 Autos pro Stunde und Fahrstreifen stellt sich – wegen des geringeren Sicherheitsabstandes – bei etwa 85 km/h ein, wenn sich die Geschwindigkeiten der einzelnen Fahrzeuge einander anpassen. Eine noch höhere Belastung führt zu einem Stau. Bei subjektiv „freier Strecke“ können etwa 1800 Autos pro Stunde und Fahrstreifen passieren. Das theoretische Modell für den Zusammenhang zwischen Geschwindigkeit und Durchlassfähigkeit einer Straße liefert das Fundamentaldiagramm des Verkehrsflusses.

## Verkehrssicherheit

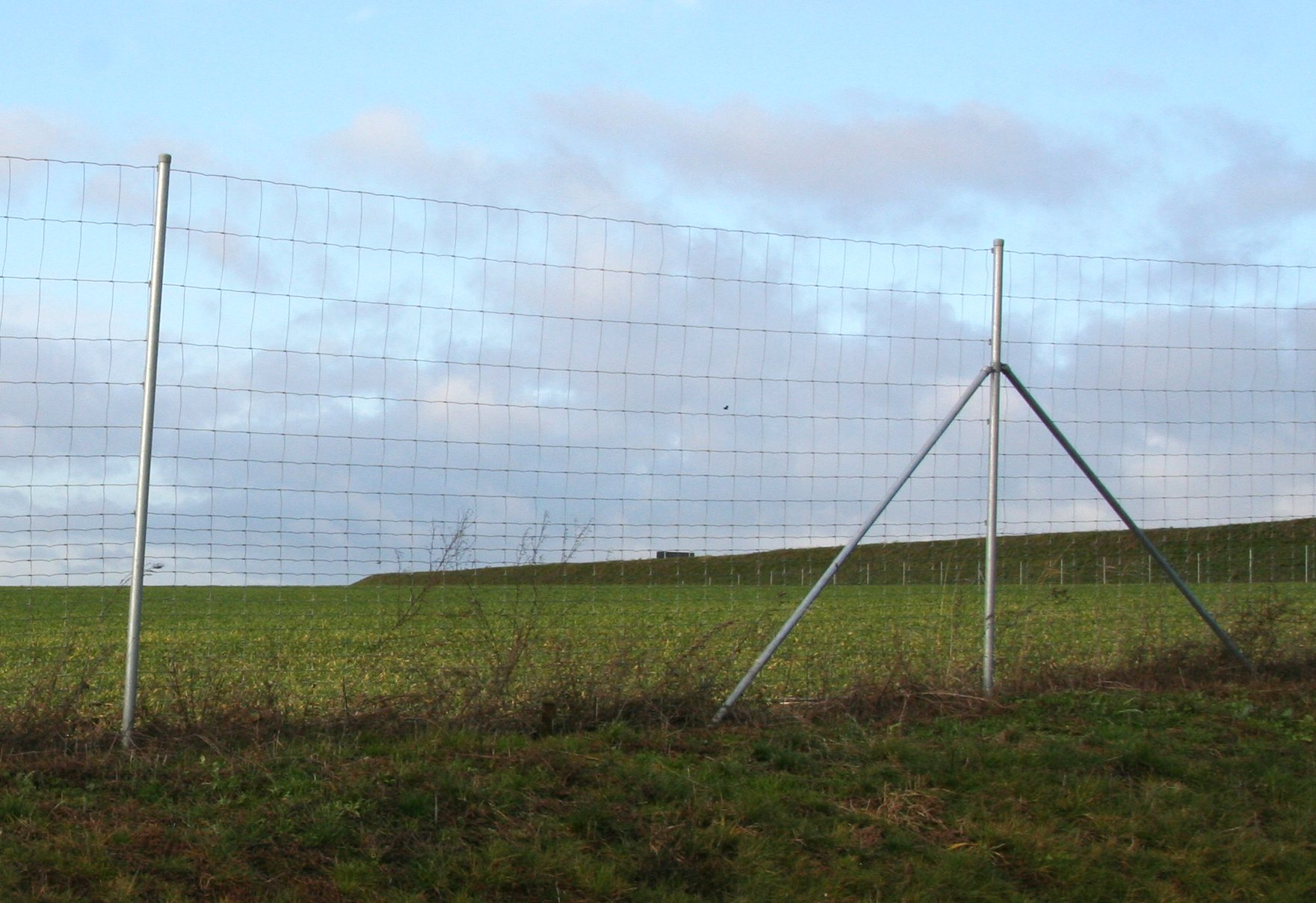
Wildschutzzäune verhindern Wildwechsel

Autobahnen haben einen geringen Anteil an den Unfallzahlen im gesamten Straßenverkehr. Dies liegt hauptsächlich an der Abwesenheit von unfallträchtigen Verkehrselementen (kein Kreuzungs- und direkter Gegenverkehr), Fußgängern und Radfahrern. 2014 fanden in Deutschland 31 % der Fahrleistung auf Autobahnen statt, der Anteil an den Verkehrstoten lag nur bei 11 %. Die Getötetenrate lag auf Autobahnen mit 1,6 Todesfällen pro Milliarden Fahrzeugkilometer deutlich niedriger als der Wert von 4,6 im gesamten Verkehr und 6,5 auf außerstädtischen Bundesstraßen. Neben dem Risiko, mit anderen Fahrzeugen zu kollidieren, besteht die Gefahr von Wildunfällen, besonders in Waldgebieten. Um die Gefahr zu reduzieren, können Wildschutzzäune errichtet werden, die allerdings die Habitate zerschneiden.
Beleuchtet werden Autobahnen bei Nacht in Deutschland und Österreich meist nur im innerstädtischen Bereich (Stadtautobahnen) und an unfallträchtigen Ein- und Ausfahrten. Autobahntunnel werden – wie andere Straßentunnel – immer beleuchtet. In vielen anderen Ländern (z. B. in Frankreich und Großbritannien) sind die meisten Autobahnen in Ballungsräumen und Knotenpunkten beleuchtet. In einigen Länder wie Belgien, Luxemburg und den Vereinigten Arabischen Emiraten, werden fast alle Autobahnen nachts beleuchtet. Wegen des Energieverbrauchs, der aufwändigen Wartung und der sogenannten Lichtverschmutzung wird dies in manchen dieser Länder schrittweise reduziert.
| Land                   | Autobahn | Alle Straßen | DTV Autobahn | Autobahn (Verkehr %) | Geschwindigkeitsbegrenzung (km/h) (2003)              |
| ---------------------- | -------- | ------------ | ------------ | -------------------- | ----------------------------------------------------- |
| Belgien                | 4,1      | 9,6          | –            | –                    | 120                                                   |
| Dänemark               | 1,9      | 5,6          | 29.454       | 25 %                 | 130                                                   |
| Deutschland            | 1,9      | 5,2          | 48.710       | 31 %                 | keine 2                                               |
| Finnland               | 0,6      | 5,1          | 22.780       | 10 %                 | 120                                                   |
| Frankreich             | 2,4      | 7,1          | 31.979       | 21 %                 | 130 (110 bei Regen)                                   |
| Irland                 | –        | 4,5          | 26.730       | 4 %                  | 120                                                   |
| Japan                  | 1,7      | 7,7          | 26.152       | 9 %                  | 100                                                   |
| Luxemburg              | –        | –            | –            | –                    | 130 (110 bei Regen)                                   |
| Niederlande            | –        | 4,3          | 66.734       | 41 %                 | 130 (100 zwischen 6 und 19 Uhr) 3                     |
| Österreich             | 2,3      | –            | 30.077       | 23 %                 | 130 (100 Immissionsschutzgesetz auf einigen Strecken) |
| Portugal               | –        | –            | –            | –                    | 120                                                   |
| Schweden               | –        | 3,2          | 24.183       | 21 %                 | 110 (120 auf einigen Strecken)                        |
| Schweiz                | 1,0      | 5,3          | 43.641       | 33 %                 | 120                                                   |
| Slowakei               | –        | –            | –            | –                    | 130                                                   |
| Slowenien              | 3,8      | 7,7          | 15.643       | 19 %                 | 130                                                   |
| Tschechien             | 3,4      | 16,2         | 25.714       | 11 %                 | 130                                                   |
| Ungarn                 | –        | –            | –            | –                    | 130                                                   |
| Vereinigte Staaten     | –        | 6,8          | 39.634       | 24 %                 | 97/105/113/121/129 5                                  |
| Vereinigtes Königreich | –        | 4,6          | 85.536       | 23 %                 | 113 4                                                 |

## Baukosten
Die Baukosten von Autobahnen sind von den Gegebenheiten der jeweiligen Strecke abhängig. Abschnitte einer Autobahn mit einfachen Gegebenheiten verursachten um die Jahrhundertwende Kosten von etwa vier bis sechs Millionen Euro pro Kilometer. Bei komplexen Streckenanteilen, etwa mit Brücken und Tunneln, liegen die Kosten um ein Vielfaches höher. Hinzu kommen Kosten für den Planungsprozess, für Gutachten und Beratungsleistungen externer Ingenieure, Genehmigungsverfahren und für begleitende Investitionen, also etwa für Lärmschutzwände, Straßenbegleitgrün und Wechselverkehrszeichen.
Entsprechend einer Beispielrechnung ergeben sich in Deutschland durchschnittliche Kosten von 26,8 Millionen Euro pro Autobahnkilometer, wovon ein Viertel reine Baukosten und drei Viertel zusätzliche Kosten sind. Beispielsweise kostete der Neubau des östlichen Teils der deutschen A20 von 1992 bis 2005 etwa 1,9 Milliarden Euro bei einer Länge von 322 km, das entspricht 6 Mio. Euro pro Autobahnkilometer. Hingegen kostete die 84 km lange Schweizer A16 auf Grund zahlreicher Kunstbauten 6,5 Milliarden Schweizer Franken (77,38 Millionen Franken pro Kilometer). Die Kosten für den westlichen Teil der A20 sowie Abschnitte der A26 bezifferte die Bundesregierung 2019 auf rund 4,1 Milliarden Euro für 214 Kilometer (19 Millionen Euro je km), Kritiker rechneten mit 7 Milliarden Euro. Ein im ländlichen Raum Nordhessens gelegener Abschnitt der A44 mit je zwei Fahrstreifen wurde 2022 auf 39 Millionen Euro je km taxiert.

## Maut
In vielen Ländern wird für das Befahren der Autobahn eine Benutzungsgebühr erhoben (Maut). Dies kann zeitabhängig in Form einer Vignette geschehen oder in vielen Ländern streckenabhängig durch Erhebung an Mautposten.
In Österreich gilt für LKW seit dem 1. Januar 2004 eine Mautpflicht, die über mitzuführende GO-Boxen und ein entlang der Autobahn installiertes Dezimeterwellen-System abgerechnet wird. Um ein Ausweichen auf Landstraßen zu verhindern, werden häufig Fahrverbote für LKW auf parallel verlaufenden Straßen verhängt. In der Schweiz gilt eine Schwerverkehrsabgabe auf allen Straßen, so dass der Schwerverkehr keinen Kostenanreiz hat, auf Landstraßen auszuweichen. In Deutschland gilt seit dem 1. Januar 2005 eine LKW-Maut, die entweder an Automaten über dort anzugebende Fahrtrouten im Voraus oder automatisch über eingebaute Maut-Geräte satellitengestützt über das Unternehmen Toll Collect erhoben wird.

## Kultur

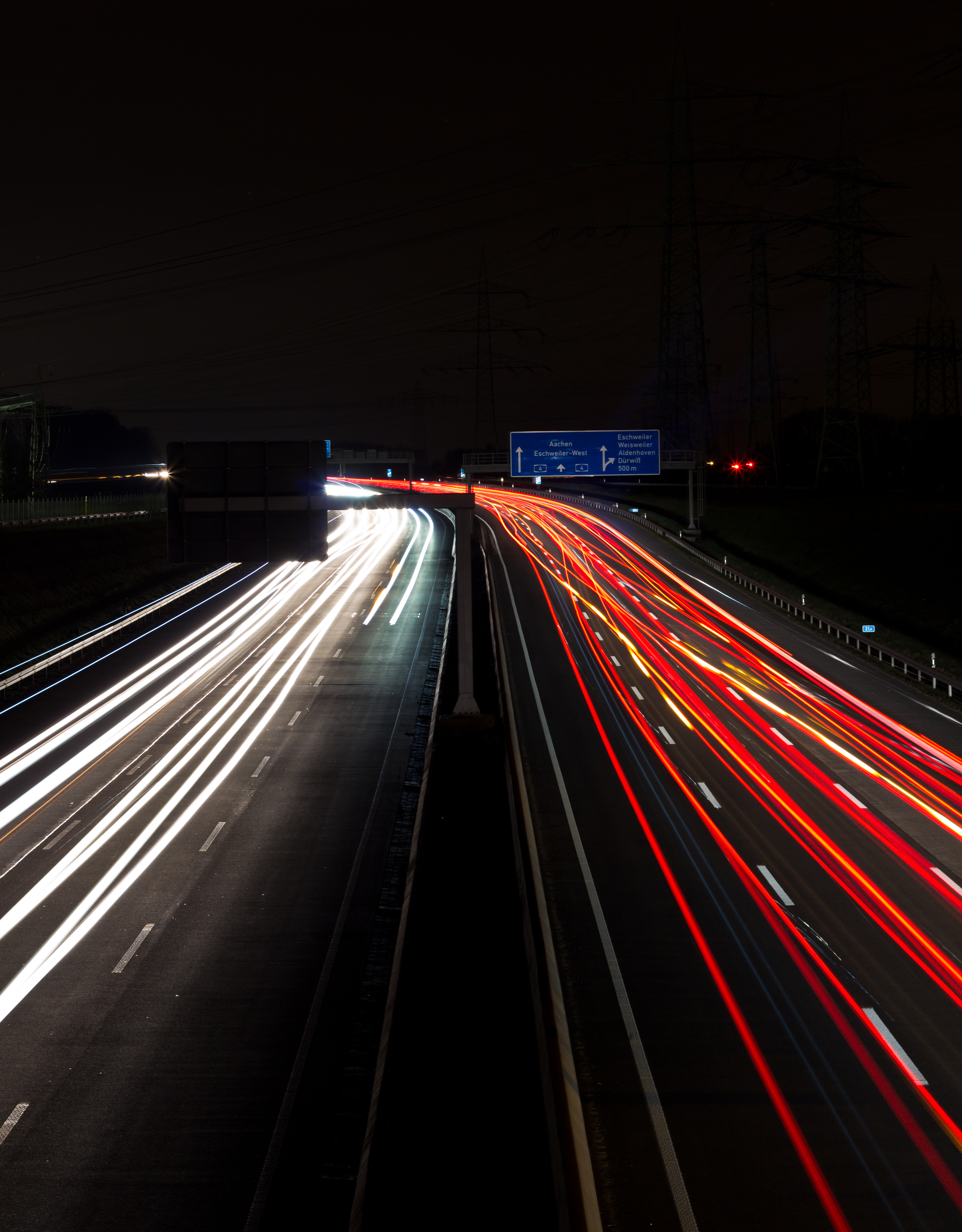
Aufnahme einer deutschen Autobahn bei Nacht

Die Autobahnen haben auch zu kultureller Auseinandersetzung angeregt. Ein Beispiel ist die Errichtung von Autobahnkirchen. Beispiele im Bereich der Musik sind das Album Autobahn der Musikgruppe Kraftwerk und das Lied Deutschland Autobahn des US-amerikanischen Country-Sängers Dave Dudley, dessen Großeltern aus Deutschland stammten. In dem Film The Big Lebowski (1998) taucht ein Trio deutscher Nihilisten auf, das als Gruppe Autobahn (ein Kraftwerk-Verschnitt) Ende der 1970er fiktiv seine erste Techno-LP mit dem Titel Nagelbett herausbrachte. Auch tragen einige Diskotheken, die an oder in der Nähe einer Autobahn liegen, den Namen der Autobahn, zum Beispiel eine Kasseler Diskothek namens A7 an der A 7. Die deutsche Filmkomödie Superstau spielt fast komplett auf einer Autobahn.
Der Schweizer Autobahn 1 wurde ein Song von Toni Vescoli gewidmet, der den Titel N1 trägt und 1983 erschienen ist. Er beschreibt die allgemeine Hassliebe zur A 1, die damals noch als Nationalstrasse 1 (Kurzform N1) bezeichnet wurde.

## Autobahnbau und Naturschutz

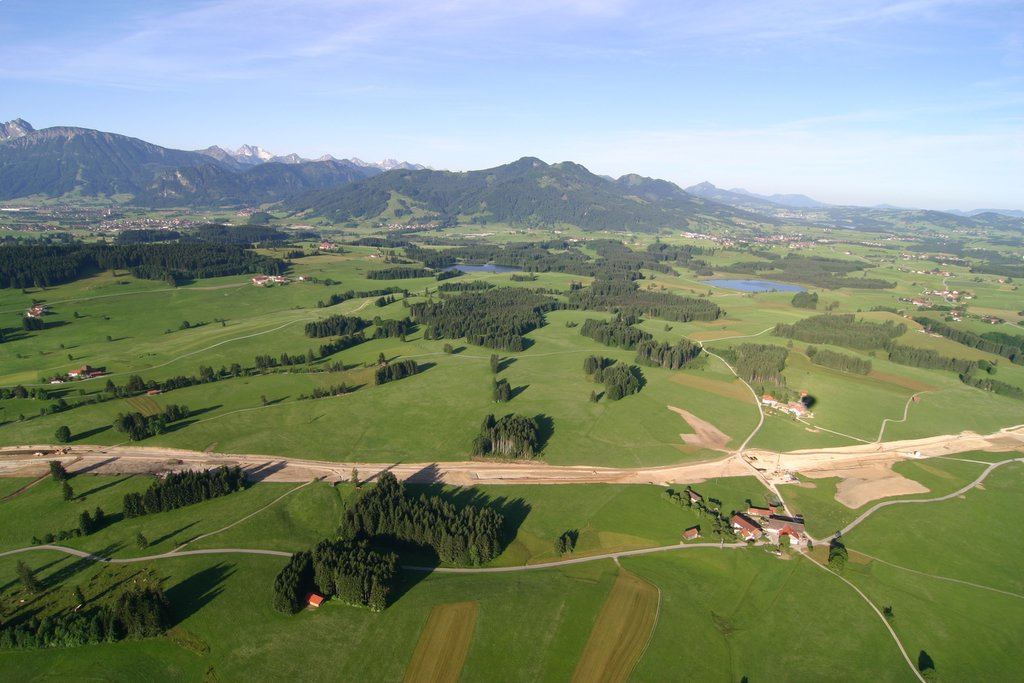
Der Neubau einer Autobahn trennt bislang zusammenhängende Lebensräume (Neubau der deutschen A 7 nördlich Pfronten, 2005).

Bestand, Neubau und Ausbau von Autobahnen werden oft von Anwohner-, Natur- und Umweltinitiativen kritisiert. Umweltschützer sehen den Autobahnbau unter anderem als falsche Verkehrspolitik, weil dadurch der motorisierte Individualverkehr und damit der zusätzliche Ausstoß von klimaschädlichen Abgasen gefördert werde. Außerdem warnen sie vor zusätzlicher Lärmbelastung und Luftverschmutzung in der Umgebung der Autobahn.
Naturschützer bemängeln vor allem den Flächenverbrauch und eine zunehmende Landschaftszerschneidung durch neue Autobahnen. Zudem wird bemängelt, dass Arten- und Biotopschutz bei der Verkehrsplanung zu wenig berücksichtigt werde. Umweltschutzorganisationen und Naturschutzverbände versuchen durch Aufklärungsarbeit mit Verbandsklagen, den Bau weiterer Autobahnen zu verhindern oder umweltverträglichere Streckenführungen beim Neubau durchzusetzen.
Außerdem wird eine Förderung der Zersiedelung durch Autobahnen kritisiert. Durch die Verkürzung von Reisestrecken und Fahrzeiten werden z. B. Arbeitnehmern Anreize gesetzt, sich weiter weg von ihren Arbeitsplätzen anzusiedeln. Dies führe zu noch mehr Verkehr auf den Autobahnen, was wiederum den Bedarf für neue Straßen und den Straßenausbau erhöhe. So sind z. B. in Los Angeles selbst achtstreifige Autobahnen regelmäßig von Staus betroffen. Ein weiteres Beispiel sind Gewerbegebiete an Autobahnen außerhalb von Städten. Diese sind in der Regel nicht mit anderen Verkehrsmitteln zu erreichen, ein weiterer Anstieg des Individualverkehrs ist die Folge.
Eine Möglichkeit, die negativen Auswirkungen von Autobahnen auf die Umwelt zu verringern, ist das Verfahren der Trassenbündelung. So wird neben einem bestehenden Verkehrsweg (etwa einer Bahnstrecke) eine Autobahn errichtet. Durch dieses Prinzip werden die Flächenzerschneidung und die Neuverlärmung reduziert. Ein weiteres Mittel, die Auswirkungen der Landschaftszerschneidung zu verringern, ist der Bau von Grünbrücken.

### Allgemein
- Autostraße (autobahnähnliche Schnellstraße)
- Autobahn-Behelfsflugplatz
- Autobahnfest
- Autobahntunnel
- Autobahnbrücke

### Europäische Autobahnnetze
Albanien |
Belarus |
Belgien |
Bosnien und Herzegowina |
Bulgarien |
Dänemark |
Deutschland |
Estland |
Finnland |
Frankreich |
Griechenland |
Irland |
Italien |
Kosovo |
Kroatien |
Lettland |
Litauen |
Luxemburg |
Montenegro |
Niederlande |
Nordmazedonien |
Norwegen |
Österreich |
Polen |
Portugal |
Rumänien |
Russland |
Schweden |
Schweiz |
Serbien |
Slowakei |
Slowenien |
Spanien |
Tschechien |
Türkei |
Ukraine |
Ungarn |
Vereinigtes Königreich |
Zypern
Liste der Fernstraßen der Staaten von:

Afrika |
Asien |
Australien und Ozeanien |
Europa |
Nordamerika |
Südamerika

### Sonstige Autobahnnetze
- Liste der Autobahnen in China
- Liste der Autobahnen in Südkorea
- Liste der Autobahnen in Thailand
- Liste US-amerikanischer Interstate-Highways
- Trans-Canada Highway